# Mikkel Rygaard
Mikkel Rygaard Jensen (født 25. december 1990) er en dansk fodboldspiller.

## Klubkarriere

### Lyngby BK
Mikkel Rygaard spillede i årene fra 2015 til 2018 i Lyngby BK.
Onsdag d. 7. februar 2018 kunne klubben meddele at Mikkel Rygaard har opsagt sin kontrakt med klubben efter han ikke havde fået sin løn udbetalt i 7 dage.

### FC Nordsjælland
Mikkel Rygaard skrev d. 12. februar 2018 kontrakt med FC Nordsjælland.

### LKS Lodz
Den 25. december 2020 blev det offentliggjort, at Rygaard skiftede til den polske klub LKS Lodz, der spillede i landes næstbedste række. Han skrev under på en kontrakt varende 3,5 år.

### BK Häcken
2022/2023 - Svensk mester med klubben i Allsvenskan.